# Sierra Arana
Sierra Arana o Sierra Harana (se utilizan ambas formas) es una unidad montañosa situada en el corazón de la provincia de Granada, España. Si bien su uso más habitual se refiere a unos límites determinados, existen algunos estudios que han extendido sus límites hacia el Sur incluyendo otras sierras como la sierra de Cogollos, la sierra de la Yedra o la sierra de Alfacar y Víznar.

## Extensión
En la toponimia tradicional, sierra Arana es un macizo serrano rectilíneo ubicado al norte de una serie de unidades serranas que limitan la Vega de Granada y la Hoya de Guadix. Esta serie de unidades serranas están prácticamente todas representadas en el parque natural de Sierra de Huétor, declarado y delimitado en 1989 (sierra Arana en concreto está representada mínimamente). Al norte limita con la comarca de Los Montes. Los municipios entre los que se extiende son Deifontes, Iznalloz, Cogollos Vega, Huétor Santillán, Diezma, Darro, Lapeza, Píñar, Morelábor y Huélago.

## Geología
Los límites tradicionales de sierra Arana coinciden con materiales y formas propios de las zonas externas de las cordilleras Béticas. Los materiales predominantes se asocian en concreto al sector Subbético interno, con calizas y dolomías de edad jurásica y margas de edad cretácica en estratos inferiores (zonas topográficamente más bajas). Geomorfológicamente aparece un prolongado anticlinal de dirección WSW-ENE que determina sus cumbres más altas (Cerro Orduña, Cerro o Peñón de la Cruz o Cerro del Jinestral). El predominio de materiales carbonatados, supone la presencia de formas kársticas como lapiaces, calares, dolinas o cavidades endocarsticas (simas y cuevas). Las formaciones de dolinas presentan gran densidad en la zona de la loma de la Carihuela, cerca del núcleo de población de Síllar Baja (Diezma) con hasta 16 dolinas por km². Respecto a las cavidades kársticas sobresale por su desarrollo la Cueva del Agua de sierra Arana y la Cueva del Agua de Prado Negro.

## Clima
Sierra Arana tiene un clima  cálido de tipo Mediterráneo de montaña predominante, caracterizado por un verano cálido y seco. Los inviernos son a la vez fríos, debido a su altura y también relativamente húmedos siendo esta sierra una isla pluviométrica respecto a las precipitaciones de su entorno. Las precipitaciones disminuyen desde el Oeste hasta el Este, donde el paisaje refleja una mayor xericidad. Los pisos térmicos existentes en la misma, van desde el piso mesomediterraneo hasta el piso oromediterraneo (muy limitado en las cumbres más altas) pasando por el supramediterraneo.

## Medio biológico

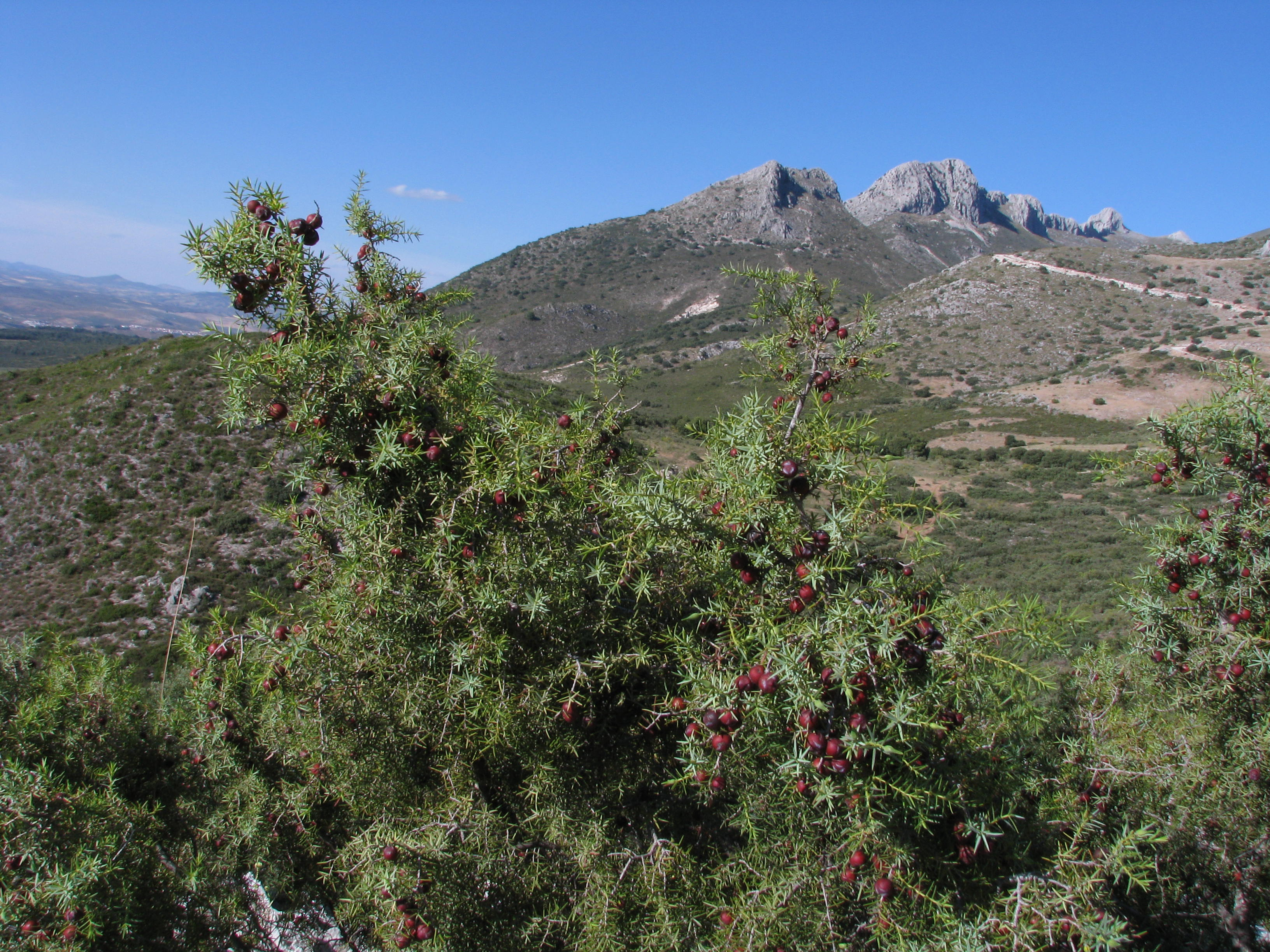
Enebro con bayas, en el extremo occidental de sierra Arana

La vegetación predominante en esta sierra es de tipo mediterráneo siendo la serie de encina (Quercus rotundifolia, denominada aquí chaparro) la serie predominante. Al Oeste, cerca de Deifontes e Iznalloz, predomina la presencia de pinares de repoblación de la variedad de pino carrasco. 
En las zonas más altas, debido a la combinación de topografía y rocas carbonatadas (caliza principalmente), se observa un fuerte desarrollo de los denominados "desiertos kársticos". A estas altitudes, no obstante aparecen amplias poblaciones de sabinas rastreras, así como pequeñas formaciones de majuelos, agracejos y de piornos azules o cojines de monja (Erinacea anthyllis). 
Otros ejemplares forestales sueltos aparecen en lugares más frescos con especies como el quejigo y el tejo, especie casi desaparecida aquí a pesar de la existencia de topónimos que delatan una mayor presencia de estos en el pasado, o de vegetación de ribera en barrancos y ríos (río Blanco) con especies de los géneros Populus (álamo blanco principalmente) o Salix (sauces blancos y mimbreras).
Especies arbustivas y herbáceas destacadas son las rosas, el tomillo, el romero, la aulaga (denominada arbulaga en la zona), la retama o el enebro. 
Abundan también las setas, en particular los nízcalos debido a lo cual existe en Iznalloz un Museo micológico. 
Respecto a la fauna es de destacar la presencia de especies cinegéticas de caza menor como el conejo, la tórtola, el zorzal o la perdiz. También existen especies de caza mayor como el jabalí o la cabra montés para las cuales se realizan batidas variables y controladas. Otros mamíferos representativos serían el zorro, el gato montés, la jineta, la comadreja o la garduña, así como pequeños roedores como el topo ibérico, el musgaño de Cabrera, el ratón de campo, el lirón careto o la ardilla. En las partes más altas especialmente, aprovechando la gran cantidad de cuevas, son muy frecuentes las comunidades de murciélagos (como por ejemplo el Murciélago ratonero pardo). 
Además de las aves ya citadas como especies cinegéticas (tórtola, zorzal o perdiz), rapaces como el cernícalo, el gavilán, el azor, el halcón peregrino, algunas parejas de águila real e incluso de águila perdicera, aparecen en diversas zonas de esta sierra. Aves más pequeñas a destacar serían la terrera, la cogujada montesina, la totovía, la collalba negra, la curruca rabilarga o el rabilargo (o rabúo) y también el avión roquero, el roquero solitario, el mirlo, la paloma torcaz y la abubilla. En zonas elevadas cercanas a la Cueva del Agua se escucha el graznido de la colonia de chova piquirroja existente en estas cumbres. 
El invertebrado más interesante es la presencia del cangrejo de río autóctono en los arroyos que nacen en zonas elevadas, además de una mariposa no muy difícil de ver en esta sierra como la Euphydryas aurinia, sobre todo a gran altura. 
En el contexto de la Red Natura 2000, esta sierra está delimitada como Lugar de Interés Comunitario, sirviendo esta figura como base para la protección de la diversidad biológica de la zona. Los hábitats más importantes de la misma según esta catalogación son los brezales oromediterraneos endémicos con aliaga y el encinar.

## Hidrología
Los materiales porosos y carbonatados predominantes suponen que sierra Arana constituya un extenso acuífero carbonatado. Las principales surgencias son los manantiales de Faucena y Periate y, principalmente, el nacimiento de Deifontes (31,5 hm3/año). Mediante este último manantial alimenta al río Cubillas, cuyo valle delimita con esta sierra al norte y al oeste. Al sur, río Blanco, que separa esta sierra con la sierra de Cogollos en muy poco espacio siendo además afluente del río Cubillas, nace en sierra Arana a unos 1600 m s. n. m. Igualmente proceden de sierra Arana arroyos como el de Prado Negro que forman la cabecera del río Fardes.

## Actuaciones humanas en sierra Arana
La presencia humana en sierra Arana es bastante antigua, existiendo vestigios de la misma desde el Paleolítico en cuevas como Cueva Horá (Darro), Cueva del Agua de Prado Negro (cuyos restos han sido ampliamente expoliados) o Cueva del Agua de sierra Arana (aquí aparecen restos neolíticos). Estas cuevas aparecen catalogadas como Bienes de Interés Cultural. Catalogados como BIC aparecen también dos atalayas hispanomusulmanas de época nazarí, una en cada extremo de la sierra: la Torre de Huélago, perteneciente a los términos municipales de Darro y de Huélago al ENE, y la Atalaya de Cogollos Vega, perteneciente a los municipios de Cogollos Vega y  Deifontes (en buen estado de conservación) en el extremo WSW. 
Las actividades económicas en sierra Arana han sido principalmente extractivas (canteras de carbonato cálcico), ganadería (principalmente extensiva, de caballos o vacas en las partes más altas y ovejas y cabras en las zonas bajas) y agrícola (cerezos y olivar). Actualmente aparece un gran uso recreativo en la misma especialmente en el sector occidental (Iznalloz y Deifontes). La existencia de infraestructuras relacionadas con este uso recreativo se ha desarrollado sobre todo en Iznalloz (Paraje de El Sotillo) con la existencia de diversos establecimientos hosteleros, e incluso un museo micológico. Aparece intensa actividad ciclista de montaña. Existen dos pruebas ciclistas (MTB) amateur que se desarrollan en esta zona. Una organizada desde Iznalloz y otra desde Deifontes.

## Sierra Arana en la geología. Otra delimitación alternativa
En los estudios geológicos tradicionales durante el siglo XX, el término de sierra Arana se refiere a una unidad más amplia (BLUMENTHAL y FALLOT, 1935 o GARCÍA DUEÑAS) a la utilizada en la toponimia tradicional geográfica, quizá justificado por la cercanía e incluso solapamiento de unas unidades con otras. Esta extensión sirve para ver la transición entre la zona externa y la zona interna de las Cordilleras Béticas con materiales y formas propios de la zona externa (materiales carbonatados y relieves plegados) coincidiendo con la sierra Arana descrita y con materiales y formas de la zona interna pertenecientes a los complejos Maláguide (sierra de la Yedra) y Alpujárride (sierra de Alfacar y Víznar) con materiales metamorfizados y cabalgamientos. También aparecen materiales propios de la Dorsal Bética, materiales de borde pertenecientes a las Zonas Internas pero sin metamorfizar (sierra de Cogollos). Toda esta variedad de materiales aparecen en muy poco espacio.